# Maire O'Neill
Maire O'Neill (Dublin, Irlanda, 12 de janeiro de 1885 – Basingstoke, Inglaterra, 2 de novembro de 1952), nasceu Mary Allgood, foi uma atriz de teatro e cinema irlandesa. O'Neill atuou em filmes entre 1930 e 1953, incluindo Juno and the Paycock (1930), dirigido por Alfred Hitchcock.

## Filmografia selecionada
- Sing As We Go (1934)
- Come Out of the Pantry (1935)
- Farewell Again (1937)
- Judgment Deferred (1952)
- Treasure Hunt (1952)